# Mnatsakán Iskandarián
Mnatsakán Iskandarián –en armenio, Մնացական Իսկանդարյան; en ruso, Мнацакан Искандарян– (Leninakán, 17 de mayo de 1967) es un deportista ruso de origen armenio que compitió en lucha grecorromana.
Participó en dos Juegos Olímpicos de Verano, obteniendo una medalla de oro en Barcelona 1992, en la categoría de 74 kg, y el quinto lugar en Atlanta 1996.
Ganó tres medallas de oro en el Campeonato Mundial de Lucha entre los años 1990 y 1994, y tres medallas en el Campeonato Europeo de Lucha entre los años 1989 y 1992.

## Palmarés internacional
| Representando a la URSS           |                          |                  |           |
| Campeonato Mundial                |                          |                  |           |
| Año                               | Lugar                    | Medalla          | Categoría |
| 1990                              | Ostia (Italia)           | Medalla de oro   | 74 kg     |
| 1991                              | Varna (Bulgaria)         | Medalla de oro   | 74 kg     |
| Campeonato Europeo                |                          |                  |           |
| Año                               | Lugar                    | Medalla          | Categoría |
| 1989                              | Oulu (Finlandia)         | Medalla de plata | 68 kg     |
| 1991                              | Aschaffenburg (Alemania) | Medalla de oro   | 74 kg     |
| Representando al Equipo Unificado |                          |                  |           |
| Juegos Olímpicos                  |                          |                  |           |
| Año                               | Lugar                    | Medalla          | Categoría |
| 1992                              | Barcelona (España)       | Medalla de oro   | 74 kg     |
| Representando a la CEI            |                          |                  |           |
| Campeonato Europeo                |                          |                  |           |
| Año                               | Lugar                    | Medalla          | Categoría |
| 1992                              | Copenhague (Dinamarca)   | Medalla de oro   | 74 kg     |
| Representando a Rusia             |                          |                  |           |
| Campeonato Mundial                |                          |                  |           |
| Año                               | Lugar                    | Medalla          | Categoría |
| 1994                              | Tampere (Finlandia)      | Medalla de oro   | 74 kg     |